# John Brynhildsen
John Brynhildsen, född 1852, död 1926, var en norsk lexikograf.
Brynhildsen var docent vid sjökrigsskolan i Horten 1876-1922. Han utgav ett flertal goda och rika ordböcker, bland annat från engelska till norska och från norska till engelska och tyska. Mest betydande är Engelsk-dansk-norsk ordbog (2 band, 1907).